# Pakul, Cernihiv
Pakul (în ucraineană Пакуль) este localitatea de reședință a comunei Pakul din raionul Cernihiv, regiunea Cernihiv, Ucraina.

## Demografie
Componența lingvistică a localității Pakul
     Ucraineană (98,46%)
     Alte limbi (1,07%)
Conform recensământului din 2001, majoritatea populației localității Pakul era vorbitoare de ucraineană (98,46%), existând în minoritate și vorbitori de alte limbi.